# グッテ
株式会社グッテ（英：GoodTe Inc.）は、オンライン患者コミュニティ「Gコミュニティ」の運営などをおこなう日本の企業。

## 概要
2019年7月に、国の難病に指定されている潰瘍性大腸炎・クローン病（IBD、Inflamatory Bowel Disease）患者とその家族向けに、オンライン患者コミュニティ「Gコミュニティ」の運営を開始。2020年9月に1000名に到達した。また2022年3月には経済産業省が作成した「令和３年度ヘルスケアサービス社会実装事業 (ヘルスケア産業の事業環境整備に係る調査) 」において単一疾患向けのオンライン患者コミュニティとして紹介された。
IBD患者・その家族向け情報発信も行っている。田辺三菱製薬株式会社とオンラインイベント「IBDとともに働き続けるコツ」を2021年6月より継続的に開催している。
2023年5月にはギリアド・サイエンシズ株式会社、NPO法人IBDネットワークが発行した潰瘍性大腸炎の患者さん向け漫画集「マンガで分かる！潰瘍性大腸炎患者さんのよくある質問」作成に協力した。
また、2023年5月19日の世界IBDデーに合わせ「IBD治療の未来を語ろう」を京都大学医学部付属病院消化器内科と共催した。
2022年11月に、IBD患者が実際に作っているレシピを管理栄養士が解説したレシピサイト「グッテレシピα版」を開始した。2023年3月には、過敏性腸症候群（IBS、Irritable Bowel Syndrome）患者のレシピが追加され、正式にリリースされた。
2023年3月に株式会社明治が主催する明治アクセラレータプログラム第2期に採択された。2023年12月IBD/IBS患者等のお腹が敏感な者でも安心して食べられるお菓子「やさしいひとくちノンフライスナック」を発売した。